# Municipio de Vernon (condado de Shiawassee)
El municipio de Vernon (en inglés: Vernon Township) es un municipio ubicado en el condado de Shiawassee en el estado estadounidense de Míchigan. En el año 2010 tenía una población de 4614 habitantes y una densidad poblacional de 52,35 personas por km².

## Geografía
El municipio de Vernon se encuentra ubicado en las coordenadas 42°53′18″N 83°57′11″O / 42.88833, -83.95306. Según la Oficina del Censo de los Estados Unidos, el municipio tiene una superficie total de 88.13 km², de la cual 87,26 km² corresponden a tierra firme y (0,99 %) 0,87 km² es agua.

## Demografía
Según el censo de 2010, había 4614 personas residiendo en el municipio de Vernon. La densidad de población era de 52,35 hab./km². De los 4614 habitantes, el municipio de Vernon estaba compuesto por el 97,31 % blancos, el 0,17 % eran afroamericanos, el 0,52 % eran amerindios, el 0,13 % eran asiáticos, el 0,48 % eran de otras razas y el 1,39 % eran de una mezcla de razas. Del total de la población el 2,06 % eran hispanos o latinos de cualquier raza.